# Palmeira do Piauí
Palmeira do Piauí is een gemeente in de Braziliaanse deelstaat Piauí. De gemeente telt 5.116 inwoners (schatting 2009).